# Richard (Bischof, Moray)
Richard († 1203) war ein schottischer Geistlicher. Ab 1187 war er Bischof von Moray.
Richard diente dem schottischen König Wilhelm als Schreiber. Nach dem Tod von Bischof Simon de Toeni 1184 konnte offenbar wegen der Rebellion von Donald Ban Macwilliam in Nordschottland fast drei Jahre lang kein neuer Bischof gewählt werden. Schließlich konnte der König erreichen, dass Richard zum neuen Bischof der Diözese Moray gewählt wurde. Zur Bestätigung seiner Wahl musste Richard nach Rom reisen, wo seine Wahl am 1. März 1187 von Papst Urban III. bestätigt wurde. Am 15. März 1187 wurde Richard zum Bischof geweiht. Als Bischof bezeugte Richard einige königliche Urkunden und setzte den von seinem Vorgänger begonnenen Bau der Kathedrale in Spynie fort.